# Critique de la politique (collection éditoriale)
« Critique de la politique » est une collection éditoriale française fondée par Miguel Abensour aux éditions Payot en 1974, et passée aux éditions Klincksieck en 2016. Depuis le décès de son fondateur en 2017, la collection est dirigée par Michèle Cohen-Halimi.
Cette collection propose des textes de philosophes et de théoriciens critiques, d'historiens et de jeunes chercheurs ainsi que, plus rarement, d'écrivains. Elle accueille des premières publications, des traductions d’auteurs étrangers et des rééditions de textes assortis d’appareils critiques. 
Chaque texte édité dans la collection s'intéresse à la politique, suivant une problématique posée par chaque auteur. Par exemple : examiner les diverses conceptions de la justice exprimées lors de l'exécution de Louis XVI. Autre exemple : montrer que la recherche de la vérité dans les romans policiers repose sur un platonisme sommaire. Dernier exemple : étudier sous le Troisième Reich les effets du nazisme sur les rêves des individus.
Enfin, chaque texte publié dans la collection est envisagé comme une intervention politique dans l'espace public en vue de favoriser l'émancipation. En effet, la « Critique de la politique » suit une ligne éditoriale engagée : placée aux côtés des dominés la collection promeut, d'une part, des textes qui mènent une critique sociale de la domination et de ses formes nouvelles et, d'autre part, des textes qui procèdent à une reconstitution des mouvements sociaux qui attaquent en acte la structure même de la domination ; ce afin de montrer que les humains peuvent trouver en eux-mêmes les moyens de sortir de la servitude.
Figurant parmi les grandes collections françaises de philosophie politique (telles « Liberté de l'esprit » chez Calmann-Lévy ou « Léviathan » chez PUF), la réception de la collection « Critique de la politique » peut être synthétisée comme suit : d'un côté l'entreprise éditoriale est saluée et reconnue pour la richesse de son catalogue ; d'un autre côté, les appareils critiques qui accompagnent les rééditions de textes sont parfois contestés.

## Présentation de la collection

### Histoire
La création de la collection « Critique de la politique » résulte de la rencontre entre Jean-Luc Pidoux-Payot, directeur de la maison d'édition Payot,, et Miguel Abensour, jeune professeur de science politique qui rédige sa thèse d'État,. 
Abensour, après la découverte des écrits de Herbert Marcuse au milieu des années 1960,, découvre à l'été 1968 le livre de Max Horkheimer Eclipse of Reason dans la bibliothèque de l'université Columbia à New York. Lors de ce séjour aux États-Unis, il parcourt aussi les écrits d'autres membres de l'École de Francfort (tels Theodor W. Adorno, Otto Kirchheimer, Leo Löwenthal ou Franz Neumann).
Lorsqu'il revient en France, Abensour propose à Pidoux-Payot de constituer un anti-manuel (anti-textbook ou anti-reader) avec des textes critiques de la philosophie politique (dont des écrits de l'École de Francfort), qui aurait pour titre Éléments pour une critique de la science politique américaine : Prolégomènes pour une théorie du politique. En 1972, pour constituer cet anti-manuel et obtenir les droits de différents textes, Abensour envoie une série de courriers à plusieurs penseurs : Max Horkheimer, Pierre Clastres, Ernst Bloch et Herbert Marcuse.

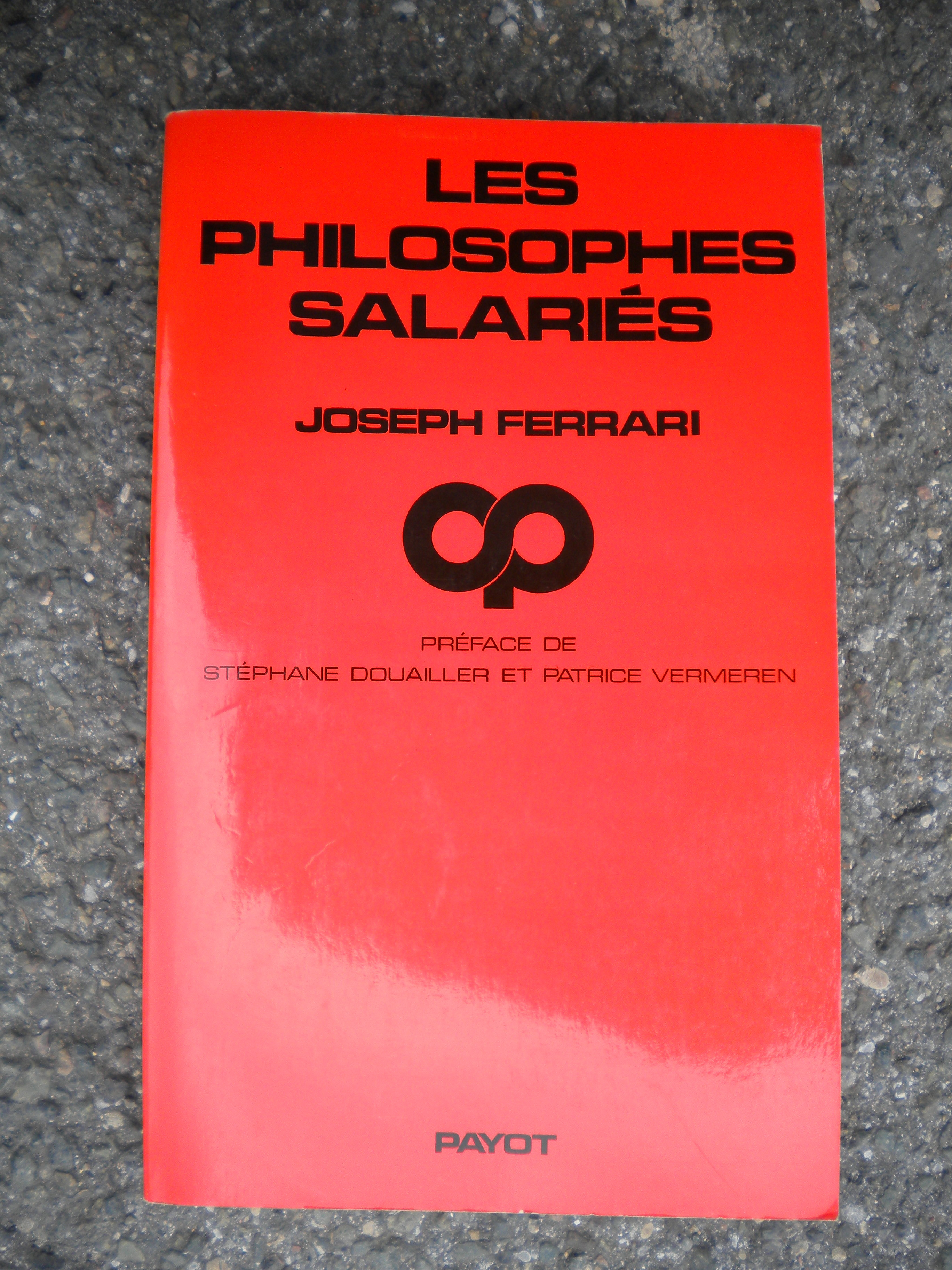
Couverture du livre Les Philosophes salariés de Joseph Ferrari (1983). Sous le nom de l'auteur, figure le logo « CP » de la collection « Critique de la politique ».

Face aux difficultés rencontrées pour obtenir les droits de ces textes, Pidoux-Payot propose à Abensour la fondation et la direction d'une collection éditoriale afin d'y publier, entre autres, des livres des membres de l'École de Francfort . Alors, en 1973 Abensour s'attèle à l'édition des premiers textes à publier, comme l'ouvrage de Maximilien Rubel ; aussi, il ébauche un manifeste intitulé « Critique de la politique » qui donne son nom à la collection,,. Et au mois d'avril 1974, paraît en librairie le titre qui inaugure la collection : Éclipse de la raison de Max Horkheimer,.
En 1992, lorsque les éditions Payot et les éditions Rivages fusionnent pour créer la maison d'édition Payot & Rivages, la collection est reconduite dans la nouvelle entité. Mais en 2016, à la suite d'un « différend éditorial » avec Payot & Rivages, Abensour transfère et poursuit la collection aux éditions Klincksieck.
Après le décès d'Abensour en 2017, la collection « Critique de la politique » est reconduite par les éditions Klincksieck qui en confient la direction à la philosophe Michèle Cohen-Halimi,. Elle poursuit le travail éditorial mené par Abensour en perpétuant la ligne éditoriale de la collection.
En 2024, la collection « Critique de la politique » fête ses 50 ans d'existence,.

### Ligne éditoriale
La collection « Critique de la politique » est pensée comme une collection visant l'émancipation,, et non comme une collection universitaire (c.-à-d. une collection qui édite des manuels ou qui réédite des textes classiques de la philosophie politique),.
Quand le premier titre de la collection paraît chez Payot, Miguel Abensour y adjoint un manifeste dans lequel il présente sa ligne éditoriale,,,. Intitulé « Critique de la politique », ce manifeste synthétise en quelques paragraphes la visée philosophique et politique de la collection : transformer les conditions politiques, historiques et sociologiques de la réflexion et de l'action.
Dans ce manifeste de 1974, il est affirmé qu'il faut dissocier la domination (de nature politique) de l'exploitation (de nature économique) et, par suite, il est avancé qu'il faut persévérer dans une critique sociale de la domination et de ses formes nouvelles. En effet, d'après Abensour il faut contester une théorie alors en vogue dans ces années 1970 : le marxisme. Certes, cette théorie permet de décrire, d'analyser et de lutter contre les phénomènes d'exploitation. Cependant, cette conception théorique tend à confondre l'exploitation (c.-à-d. la dimension économique de la vie sociale) et la domination (c.-à-d. la dimension politique de la vie sociale) ; par conséquent, le marxisme manque la spécificité des phénomènes de domination : leur nature politique.
Ainsi, pour saisir la spécificité des phénomènes de domination, Abensour trace trois lignes directrices : d'abord, il faut refuser la sociologie politique qui tend à faire de la politique une science ; ensuite, il faut se placer du côté des dominés ; enfin, il faut se demander pourquoi la majorité des dominés ne se révolte-t-elle pas,,.
Ces lignes directrices annoncent la teneur des textes édités dans la collection : d'une part, des textes qui mènent une critique sociale de la domination et qui élaborent une critique de la raison politique, ; d'autre part, des textes qui procèdent à une reconstitution des pratiques critiques de la politique et des mouvements sociaux qui attaquent en acte la structure même de la domination, autrement dit : des pratiques et des événements qui attestent que les humains peuvent trouver en eux-mêmes les moyens de sortir de la servitude.
En 2016, quand la collection est transférée chez Klincksieck, Abensour rédige un second manifeste,. Dans celui-ci, il réaffirme la nécessité d'élaborer une « philosophie politique critique » qui creuse la distinction entre le politique et l'étatique, puis il proclame la nécessité de choisir l'utopie contre l'ordre établi,.

### Choix des textes
Chaque texte publié dans la collection s'intéresse à la politique, suivant une problématique posée par chaque auteur. Et chaque texte s'inscrit dans une thématique abordée par la « Critique de la politique », notamment la théorie politique, la révolution ou l'utopie.
Premier exemple, la théorie politique : un texte peut l'aborder en analysant et comparant la pensée d'un auteur, Karl Marx, et celles de ces continuateurs, tels Lénine et Staline ; ceci afin de montrer que la pensée de Marx (qui, visant la disparition de l'argent et l'abolition de l'État, promeut une forme d'anarchisme) est à l'opposé de la pensée marxiste (qui, visant le communisme par la dictature du prolétariat, instaure l'exploitation de la classe ouvrière),.

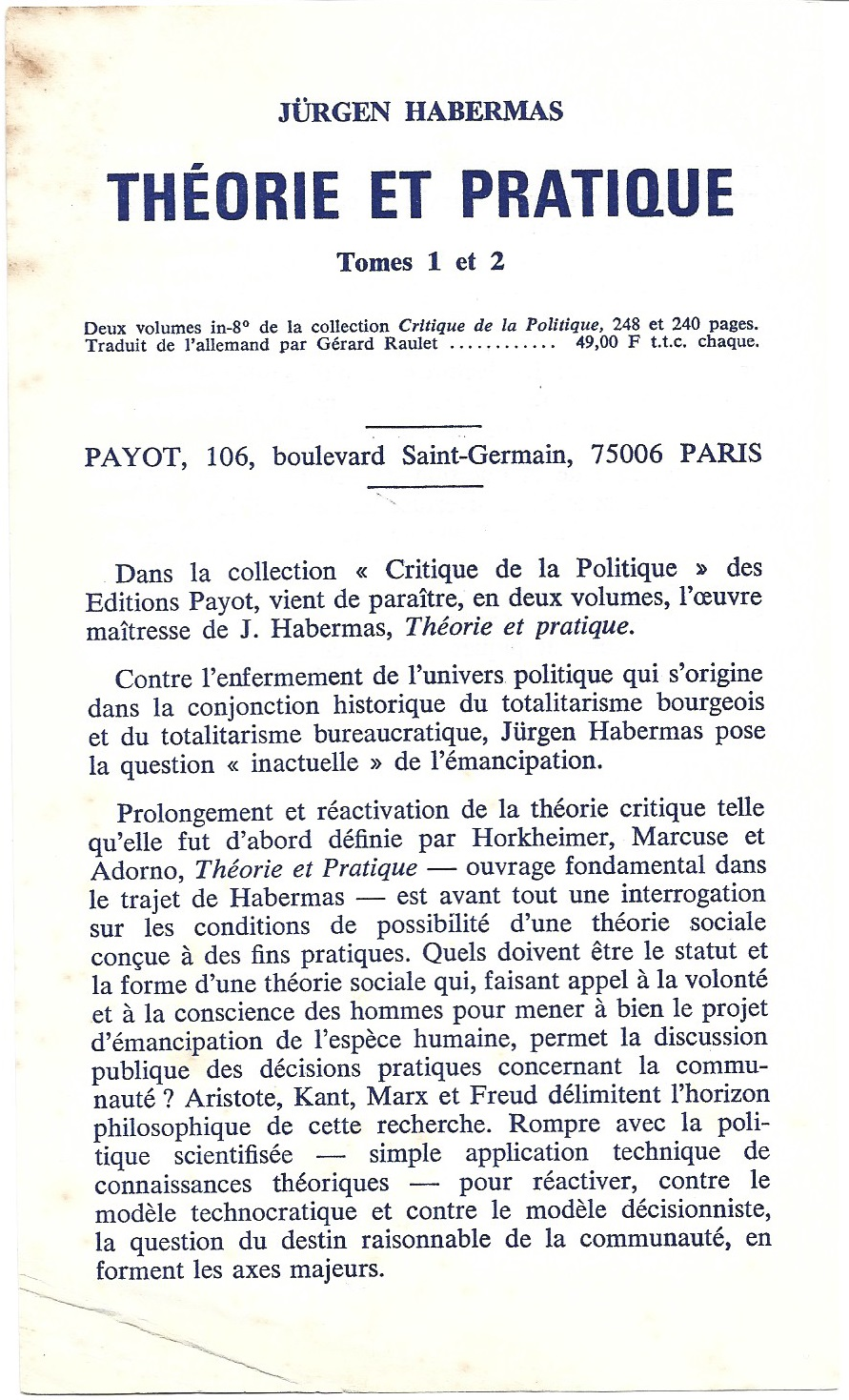
Jusqu'aux années 1980, chaque titre de la collection contient un prospectus présentant le texte publié. Ci-dessus : Théorie et pratique de Jürgen Habermas (1975).

Deuxième exemple, la révolution : un texte peut l'étudier en questionnant l'évènement que constitue la Révolution française, en particulier le fait que cette révolution procède à une nouvelle institution symbolique de la société (à savoir : en abolissant les institutions sociales de l'Ancien régime les révolutionnaires français ont établi de nouvelles institutions, comme l'égalité énoncée à l'article 1 de la Déclaration des droits de l'homme et du citoyen de 1789) ; ceci afin de montrer que l'évènement révolutionnaire est ce moment où des hommes et des femmes créent un nouveau lien social et un nouveau sens commun,.
Troisième exemple, l'utopie : un texte peut l'explorer en partant des écrits des socialistes utopiques Claude-Henri de Rouvroy de Saint-Simon et Charles Fourier, précisément des écrits dans lesquels la présence des corps et la prégnance du sensible dans l'espace public sont reconnues comme fondamentalement politique ; ceci afin de montrer que, par la création d'œuvres d'art qui rendent sensibles les possibilités d’émancipation (au moyen, entre autres, de la peinture, la photographie, le cinéma ou la performance) et qui imaginent des espaces utopiques (comme les mouvements de l'Arts and Crafts, du Bauhaus, du Surréalisme ou le Nouveau théâtre), les artistes et les avant-gardes artistiques peuvent subvertir l'ordre politique,.

### Auteurs des textes
Chaque auteur accueilli dans la collection provient d'une période historique singulière (Renaissance, Révolution industrielle, Trente Glorieuses, etc.) et d'un champs disciplinaire particulier (humanisme, sociologie, philosophie, etc.).
Des auteurs peu connus sont publiés : comme Pierre Leroux, Joseph Ferrari ou Ferdinand Domela Nieuwenhuis,. Sont publiés des penseurs de l'utopie, comme Bronisław Baczko, Sylwia D. Chrostowska ou Ronald Creagh, ; et des penseurs du politique, comme Pierre Manent, Leo Strauss ou Michael Walzer. Sont aussi publiés des historiens comme Georges Didi-Huberman, Nicole Loraux ou Sophie Wahnich  ; ainsi que des jeunes chercheurs, comme Martin Breaugh, Géraldine Muhlmann ou Étienne Tassin. Enfin, des auteurs qui s'intéressent à la littérature comme Jean Borreil, Simone Debout ou Louis Janover sont publiés dans la collection et, parfois, des écrivains comme Jean-Baptiste Cousin de Grainville et Heinrich von Kleist.
Autrement, la « Critique de la politique » participe à la diffusion en France des auteurs de l'École de Francfort en proposant des traductions de leurs textes, tels Max Horkheimer, Jürgen Habermas, Theodor W. Adorno, Franz Neumann et Oskar Negt,,. Sont aussi traduits des auteurs qui sont proches de l'École comme Ernst Bloch, Siegfried Kracauer et Walter Benjamin,.

### Édition des textes
Chaque texte édité dans la « Critique de la politique » engendre ou occasionne un paratexte (notice éditoriale, illustration, bibliographie, etc.) qui prend forme lorsque le texte devient un livre.
Pour les premières publications : chaque texte édité engendre un paratexte qui, après relecture, est validé par la direction de la collection (titre, sous-titre, épigraphe, note de bas de page,  index, etc.).
Pour les traductions et les rééditions : chaque texte édité occasionne un paratexte, qui est complété par un appareil critique constitué de divers éléments validés par la direction de la collection (avant-propos ou introduction, commentaire et/ou note du traducteur, etc.). Pour ce travail d'édition, la direction convie des collaborateurs à participer à l'élaboration de l'appareil critique. Par exemple, ces collaborateurs sont chargés d'établir et/ou de traduire le texte (telles Antonia Birnbaum et Anne Kupiec) ; autre exemple : pour écrire une préface ou une postface, il est fait appel à un philosophe (tels Éliane Escoubas et Rainer Rochlitz) ou à un historien (tels Arlette Jouanna et Jacques Rougerie).
Enfin, pour chaque réédition, traduction ou première publication, un dernier paratexte vient préciser l'enjeu du livre publié dans la collection : la direction de la collection rédige une note sur la quatrième de couverture afin de susciter la discussion publique (d'abord Miguel Abensour,, et, depuis 2017, Michèle Cohen-Halimi,).
De la sorte, Abensour réalise une réédition du texte d'Étienne de La Boétie intitulé Discours de la servitude volontaire pour la collection,,.
| Édition du Discours de la servitude volontaire parue aux éditions Payot en 1976 |
| --- |
| Sur la première de couverture apparaissent, dans l'ordre, le titre du livre qui renvoie au texte réédité, le nom de l'auteur du texte, le logo de la collection, l'annonce d'un dossier composé de deux études, le nom de la maison d'édition : |
| LE DISCOURS DE LA SERVITUDE VOLONTAIRE ÉTIENNE DE LA BOÉTIE CP « La Boétie et la question du politique » par Pierre Clastres et Claude Lefort PAYOT |
| Le contenu de l'ouvrage contient un appareil critique qui encadre le texte réédité. La composition de l'ouvrage dispose, dans l'ordre, une introduction, une première série de textes, le texte réédité en français classique (avec des notes de bas de page) et sa transcription en français moderne, une seconde série de textes : |
| Présentation « Les leçons de la Servitude et leur destin » (par Miguel Abensour et Marcel Gauchet, 1976) Trajet 1 Félicité Robert de Lamennais : Préface à l'édition du Discours… (1835) Pierre Leroux : « Le Contr'Un d'Étienne de La Boétie » (1847) Auguste Vermorel : Préface à l'édition du Discours… (1863) Gustav Landauer : Extrait de De la Révolution (1907) Simone Weil : « Méditations sur l'obéissance et la liberté » (1937) Le Discours de la Servitude Volontaire ou Le Contr'Un La Boétie : Discours… (manuscrit de Henri Ier de Mesmes, vers 1560-1570 ; texte et variantes établis par Pierre Léonard, 1976) La Boétie : Discours… (transcription de Charles Teste, 1836) Trajet 2 Pierre Clastres : « Liberté, Malencontre, Innommable » (1976) Claude Lefort : « Le nom d'Un » (1976) |
| Sur la quatrième de couverture apparaissent, dans l'ordre, le nom de la collection éditoriale et le nom de son directeur, le titre du livre qui renvoie au texte réédité, la note de la quatrième de couverture, l'adresse du siège social de la maison d'édition, l'ISBN de l'ouvrage, le nom de l'imprimeur : |
| CRITIQUE DE LA POLITIQUE, COLLECTION DIRIGÉE PAR MIGUEL ABENSOUR LE DISCOURS DE LA SERVITUDE VOLONTAIRE Note de la quatrième de couverture PAYOT, 106 boulevard Saint-Germain, PARIS ISBN [2-228-52080-2] Imprimerie Grou-Radenez 75006 Paris |

Cette édition de 1976 du texte de La Boétie devait inaugurer la collection aux éditions Payot,. En 2022, Michèle Cohen-Halimi réalise une nouvelle réédition de ce texte pour la « Critique de la politique » aux éditions Klincksieck,.

### Collaborateurs de la collection
Le tableau « Collaborateurs de la collection Critique de la politique » est réalisé en croisant et recoupant plusieurs sources : d'une part, les notices de collection éditoriale de la « Critique de la politique » aux éditions Payot et Payot & Rivages, puis Klincksieck, telles qu'elles sont établies dans les catalogues de la Bibliothèque nationale de France au titre du dépôt légal ; d'autre part, la liste établie dans Critique de la politique : Collection-manifeste,.

### Catalogue de la collection
Le tableau « Ouvrages de la collection Critique de la politique » est réalisé en croisant et recoupant plusieurs sources : d'une part, les notices de collection éditoriale de la « Critique de la politique » aux éditions Payot et Payot & Rivages, puis Klincksieck, telles qu'elles sont établies dans les catalogues de la Bibliothèque nationale de France au titre du dépôt légal ; d'autre part, les listes établies par « Les Papiers de l'Imec » (2024), par Anne Kupiec et Hubert Tonka (2025), ainsi que celle établie dans Critique de la politique : Collection-manifeste,.

## Description de la collection

### ISSN
Publiée chez deux éditeurs différents, la collection « Critique de la politique » possède deux International Standard Serial Number (ISSN, ou « Numéro international normalisé des publications en série » en français).
- « Critique de la politique » chez Payot et Payot & Rivages : 0768-3871[12].
- « Critique de la politique » chez Klincksieck : 2497-7535[13].

### Formats
Depuis le lancement de la « Critique de la politique », les ouvrages sont imprimés et façonnés en livres brochés.

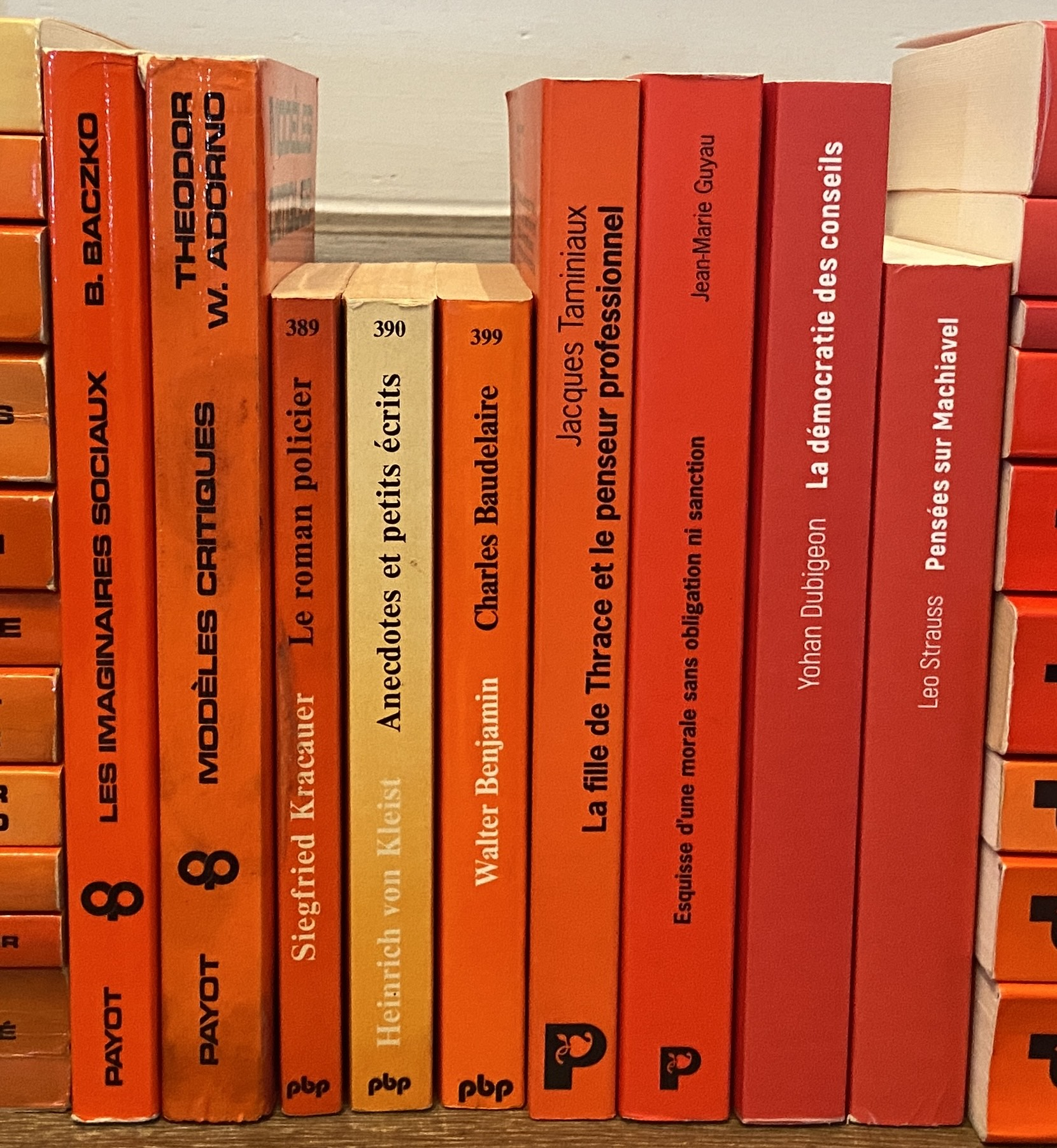
Photographie des divers formats d'édition des livres publiés dans la collection « Critique de la politique ».

Quelle que soit la maison d'édition (Payot, Payot & Rivages ou Klincksieck), les livres de la collection sont principalement publiés en taille grand format (semblable à un in-octavo). Toutefois, des ouvrages sont édités au format poche chez Payot ; et lors du changement de maison d'édition, des ouvrages paraissent directement en format moyen chez Klincksieck.
- Taille moyenne des grands formats : 14 × 22 cm ;
- Taille moyenne des moyens formats : 12 × 19 cm ;
- Taille moyenne des petits formats (ou livre de poche) : 11 × 17 cm.

Dans l'existence de la collection chez Payot, seuls trois livres sont conçus pour une première édition au format livre de poche :
- Le roman policier : Un traité philosophique, de Siegfried Kracauer (1981) ;
- Anecdotes et petits écrits, de Heinrich von Kleist (1981) ;
- Charles Baudelaire : Un poète lyrique à l'apogée du capitalisme, de Walter Benjamin (1982).

Depuis le transfert de la collection chez Klincksieck, quatre livres sont parus au format moyen.

### Charte graphique
Depuis le lancement de la collection aux éditons Payot en 1974 la charte graphique a évolué. Pour autant, la couleur rouge reste un marqueur graphique de la « Critique de la politique »,,,.
| Payot           |           | Rouge-orangé |
| Payot & Rivages |           | Écarlate ou  |
| Payot & Rivages | Vermillon |              |
| Klincksieck     |           | Blanc et     |
| Klincksieck     | Vermillon |              |

D'abord façonnées par les imprimeries Grou-Radenez, les couvertures de la collection sont rouge-orangé jusqu'aux années 1990. Par la suite, quand l'agence Pentagram est chargée de revoir le graphisme des collections éditoriales par la nouvelle entité Payot & Rivages, la couleur des couvertures oscille entre écarlate et vermillon. Enfin, lors du transfert de la collection chez Klincksieck en 2016, un autre changement survient : la première et la quatrième de couverture deviennent blanches avec un imposant liseré rouge vermillon, seul le dos reste entièrement rouge vermillon.
Quant aux premières de couverture de la collection, elles évoluent au fil des années : en 1974, un logo identifie la « Critique de la politique » ; puis, des illustrations apparaissent en 1990 ; enfin, à partir des années 2000, des silhouettes du Génie de la Liberté deviennent les emblèmes de la collection.

Iconographie des premières de couverture
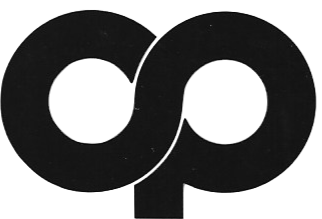
Au lancement de la collection « Critique de la politique » en 1974, et ce jusqu'en 1987, un logo figure sur la première de couverture sous le titre de chaque ouvrage. Graphiquement, ce logo combine les initiales du nom de la collection (les lettres « C » et « P ») de sorte que, visuellement, il évoque la Chouette de Minerve[B 52].
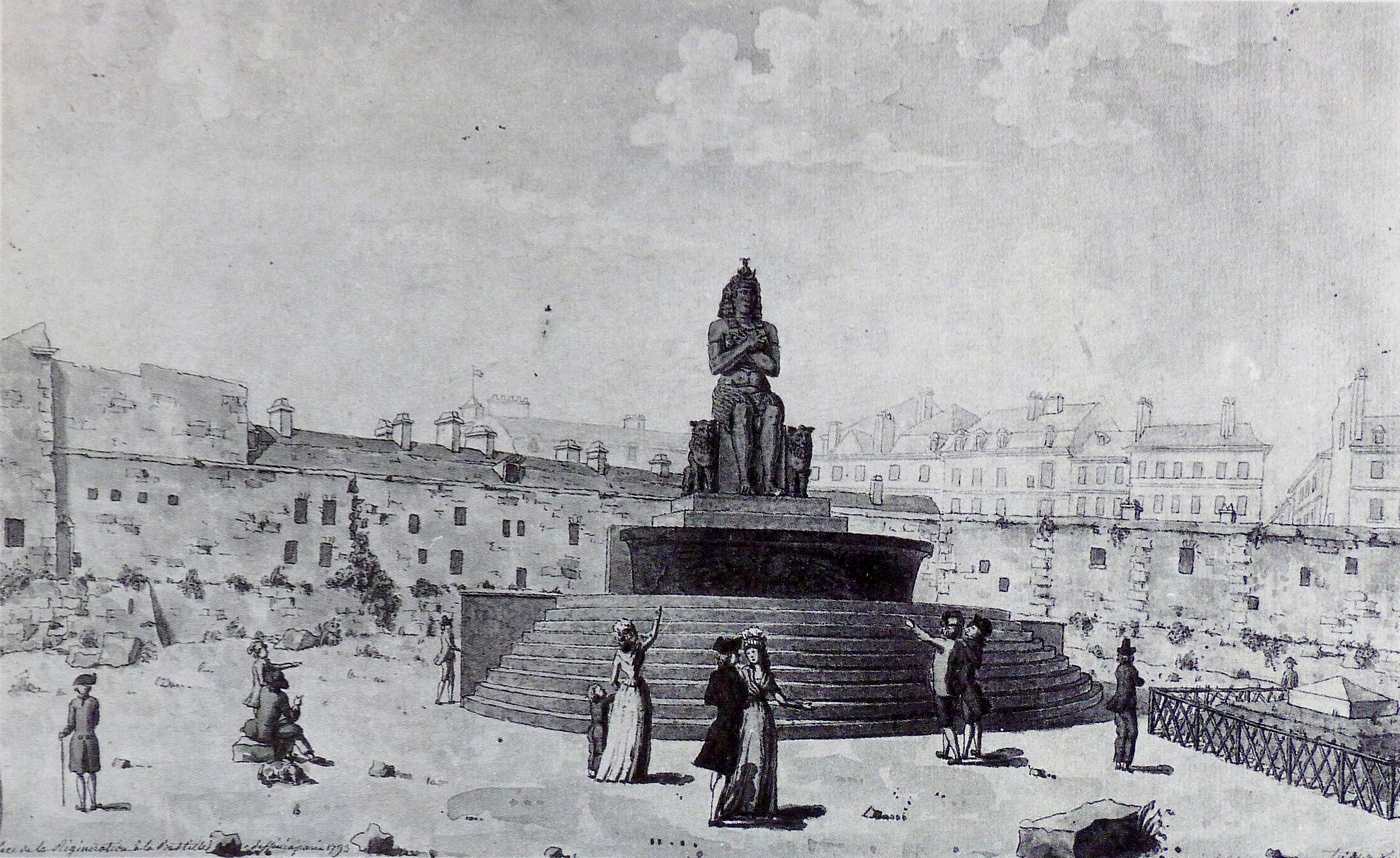
À partir de 1988, des illustrations remplacent le logo jusqu'en 2009[B 53]. Parmi ces illustrations, on trouve des portraits de Hegel[16] ou de Machiavel[17]. Le dessin aquarellé de Joseph Tassy représentant la fontaine de la Régénération (ci-dessus) figure sur la couverture de la réédition de l'ouvrage de Bronisław Baczko : Lumières de l'utopie (2001).
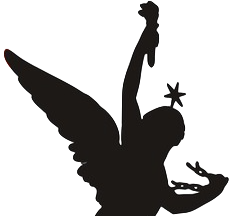
En 2009, la silhouette (en tronc) du Génie de la Liberté réalisé par Auguste Dumont en 1836 pour la colonne de Juillet (place de la Bastille à Paris) figure désormais sur les couvertures[B 54]. Cette silhouette apparaît pour la première fois[B 55] sur la couverture du livre de Françoise Proust : Kant, le ton de l'histoire (1991).
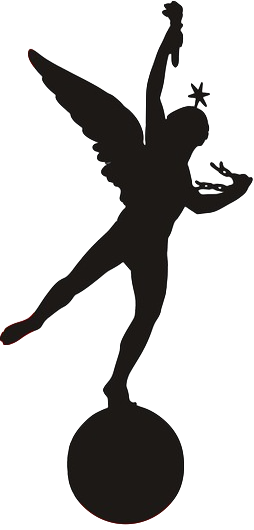
En 2016, la silhouette du Génie de la Liberté est reprise en pied lorsque la collection change de maison d'édition.

## Égards et critiques
Les regards portés sur la collection éditoriale « Critique de la politique » peuvent être résumés ainsi : d'un côté l'entreprise éditoriale est saluée et reconnue pour la richesse de son catalogue, ainsi que pour son travail de diffusion des textes des auteurs de l’École de Francfort ; d'un autre côté, l'appareil critique qui accompagne la réédition de certains textes publiés dans la collection est discuté et parfois contesté.
En 1985 Jean Leca avance que la collection « Critique de la politique » élabore et perpétue, à l'instar de Leo Strauss, une « conception ambitieuse » de la politique. En 1992, faisant l'état des lieux de l'édition contemporaine dans le domaine de la philosophie en France, Gabriel-Raphaël Veyret place la collection parmi « les principales collections de philosophie ». En 2009, Samuel Hayat soutient que la « Critique de la politique » est l'« une des plus riches collections d’ouvrages de théorie politique » de l'Hexagone. Plus récemment en 2017, Florent Perrier affirme que cette collection est « l’une des plus importantes du monde francophone dans le domaine élargi de la philosophie politique ».
Autrement, la présence d'ouvrages des membres de l'École de Francfort dans la « Critique de la politique » est saluée par différents penseurs et philosophes. Emmanuel Renault et Yves Sintomer soulignent le travail de pionnier accompli par Miguel Abensour alors que, dans les années 1970, le contexte marxiste français « était largement hermétique » aux thèses des auteurs de la « Théorie critique ». Pour sa part, Jean-François Kervégan juge que cette collection « a permis à un public excédant le cercle restreint des spécialistes » d’avoir accès à certains des écrits majeurs de Theodor W. Adorno, Max Horkheimer et Jürgen Habermas. Enfin, Pierre Rosanvallon estime qu'Abensour maintient le flambeau de la critique dans les années 1980 en continuant de traduire ces auteurs, « tout en s'ouvrant à ce qui se faisait de neuf dans la philosophie politique française ».

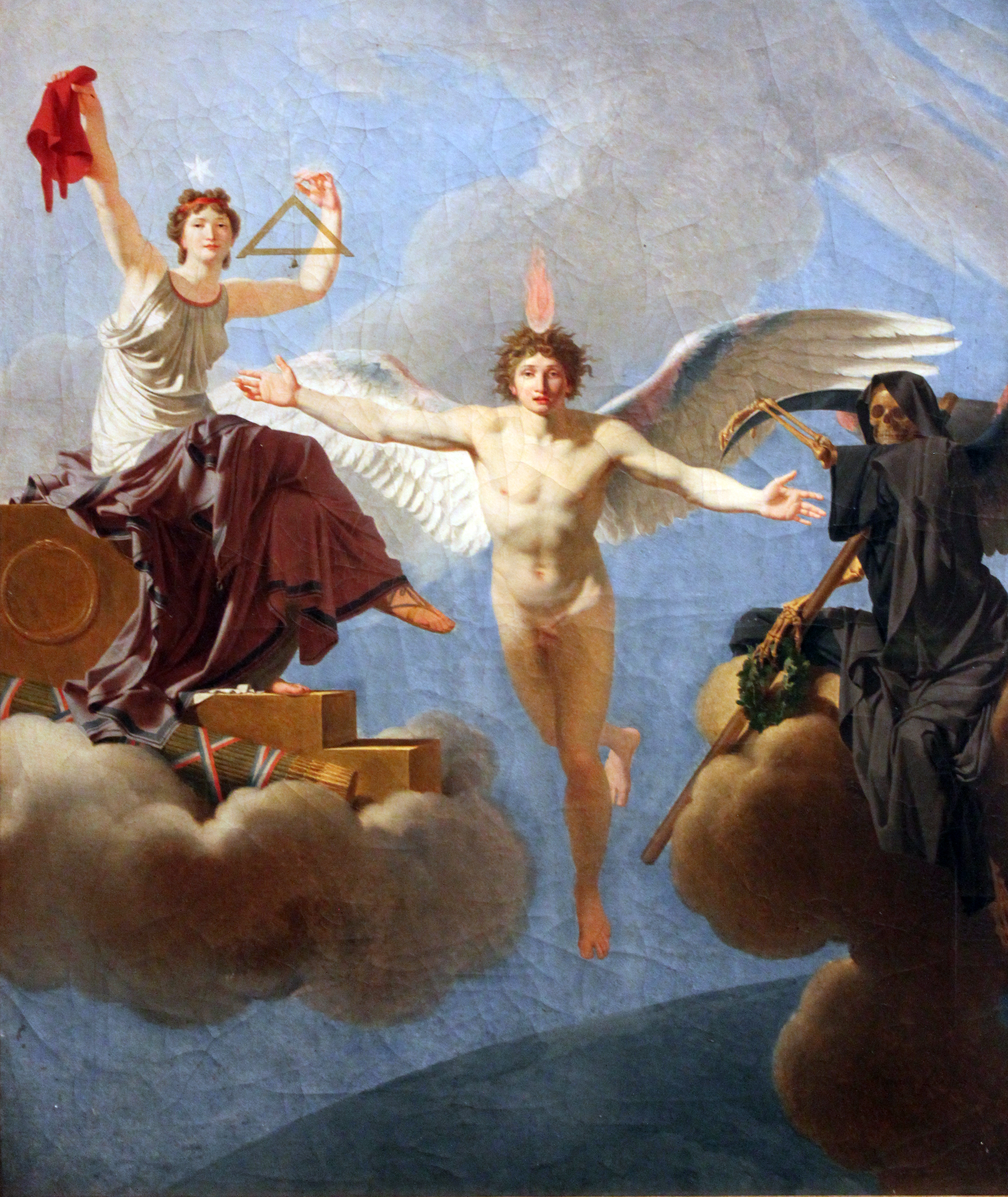
Tableau intitulé La Liberté ou la Mort (1795), peint par Jean-Baptiste Regnault. Sous une forme allégorique, cette peinture représente une devise des révolutionnaires français : La liberté ou la mort.

Cependant, la manière dont des titres de la collection sont édités suscite des critiques. Par exemple, si la réédition d'un texte de Johann Gottlieb Fichte en 1974 (Considérations destinées à rectifier les jugements du public sur la Révolution française) est saluée par Michel Delon dans une recension ; en revanche, ce dernier regrette que la présentation de Marc Richir accompagnant cette réédition procède à une lecture parfois anachronique du texte de Fichte (à savoir : lire dans le texte de Fichte des thèses anarchistes qui ne s'y trouvent pas). Autre exemple, dans sa recension de l'ouvrage de Joseph Ferrari (Les Philosophes salariés) édité par Stéphane Douailler et Patrice Vermeren en 1983, Robert Bonnaud désapprouve la reprise d'un texte médiocre de Ferrari dans cette édition (à savoir : « Idées sur la politique de Platon et d'Aristote ») ; également, il signale quelques manques bibliographiques dans la préface rédigée par Douailler et Vermeren (ainsi que l'absence de la date de naissance de Ferrari).
Dernier exemple, l'édition du Discours de la servitude volontaire d'Étienne de La Boétie réalisée par Miguel Abensour en 1976 est attaquée sur plusieurs points. Outre des critiques adressées aux postfaces du texte de La Boétie rédigées par Pierre Clastres et Claude Lefort, ; c'est l'interprétation d'ensemble du Discours de la servitude volontaire, voulue et mise en avant par cette édition, qui est visée. À titre d'illustration : Simone Goyard-Fabre reproche à Abensour et Marcel Gauchet de lire le Discours en partant du principe que La Boétie remettrait en cause l'existence de l'État ; alors que, selon elle, le Discours témoigne plutôt de la « désagrégation de la pensée théologique du politique » dans le royaume de France au milieu du XVIe siècle. Sinon, d'autres interprètes du Discours déplorent une lecture anachronique des arguments de La Boétie, tel Michel Magnien, ainsi qu'une appropriation idéologique du texte de La Boétie, tels Jean Balsamo et Déborah Knop. Tandis que d'autres interprètes, comme Olivier Guerrier ou Sébastien Roman, pointent des manques dans l'appareil critique accompagnant l'édition diplomatique du « manuscrit de Mesmes » retranscrit dans cette édition de 1976.